# Nastri d'argento 1947
Els Nastri d'argento 1947 foren la segona edició de l'entrega dels premis Nastro d'Argento (Cinta de plata).

## Guanyadors

### Millor llargmetratge
- Paisà de Roberto Rossellini

### Millor director
- Roberto Rossellini - Paisà

### Millor argument
- Suso Cecchi D'Amico, Piero Tellini i Luigi Zampa - Vivere in pace

### Millor fotografia
- Domenico Scala i Václav Vích - Daniele Cortis

### Millor escenografia
- Maurice Colasson i Gastone Medin - Eugenia Grandet

### Millor banda sonora
- Renzo Rossellini - Paisà

### Millor interpretació de protagonista femenina
- Alida Valli - Eugenia Grandet

### Millor interpretació de protagonista masculí
- Amedeo Nazzari - Il bandito

### Millor interpretació femenina de repartiment
- Ave Ninchi - Vivere in pace

### Millor interpretació masculí de repartiment
- Massimo Serato - Il sole sorge ancora

### Millor documental
- Bambini in città de Luigi Comencini

### Premi especial per particulars valors espressius
- Aldo Vergano - Il sole sorge ancora

### Premi especial pel millor actor revelació
- Walter Chiari - Vanità